# کودکان کار در عراق

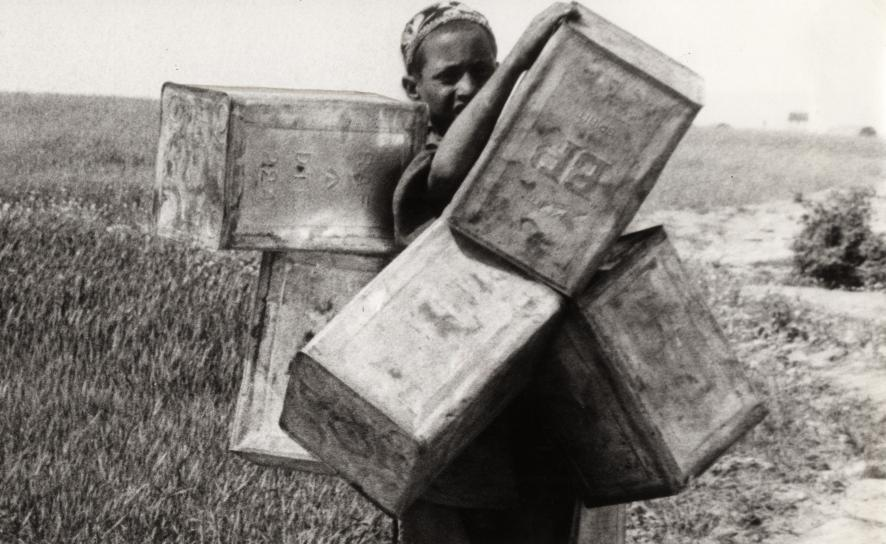
کودک کار در عراق

کودکان کار در عراق (انگلیسی: Child labour in Iraq) از کودکان کار در عراق بحث می‌کند.

## علت‌ها و دلایل
علت وجود کودکان کار در عراق رشد فقر، خشونت و جابجایی اجباری است. طبق گزارش سال ۲۰۱۶ صندوق حمایت کودکان سازمان ملل متحد (یونیسف) (UNICEF) در عراق به دلیل کاهش درآمد خانواده‌ها و خشونت و کوچ اجباری بیش از نیم میلیون کودک عراقی کار می‌کردند. گزارش اعلام می‌دارد که آمار کودکان کار این کشور در زمان گزارش نسبت به تعداد کودکان کار در سال ۱۹۹۰ که برابر ۵۷۵۰۰۰ نفر بود، افزایش چشمگیری را را نشان می‌دهد.

## جنگ داعش
بین سال ۲۰۱۴ که داعش کنترل بخش بزرگی از شمال و غرب عراق را بدست گرفت، تا سال ۲۰۱۶ تقریباً ۱۰٪ کودکان عراقی یعنی حدود ۱٫۵ میلیون نفر به دلیل خشونت مجبور به فرار از خانه‌های خود شدند. در گزارش آمده‌است که در نتیجه بسته شدن ۲۰٪ از مدارس عراق، ۳٫۵ میلیون کودک نتوانستند به مدرسه بروند.

## کوچ
گزارش دیگری از یونیسف اعلام می‌دارد که در اواسط سال ۲۰۱۶ حدود ۳٫۴ میلیون عراقی – تقریباً ۱۰٪ جمعیت – جابجا شدند، و میلیون‌ها نفر از مردم به کمک‌های فوری انسانی نیاز پیدا کردند. این کوچ داخلی عظیم بعلاوه افت اقتصاد که در نتیجه جنگ به وجود آمد، آسیب‌های زیاد به جوامع میزبان و مناسبات اجتماعی وارد آورد. بسیاری از طرف‌های درگیری مرتکب نقض‌های حقوق بشر بزرگی شدند و میزان خشونتهای وحشتناک علیه کودکان دو برابر ۱۲ ماه گذشته بود- دختران در معرض خشونت مبتنی بر جنسیت قرار می‌گرفتند و پسران برای جنگ یا کار در خط مقدم جبهه بکار گرفته می‌شدند. ناظر حقوق بشر در عراق (IOHR) خیلی از موارد بکارگیری و استفاده از کودکان، مخصوصاً کودکان کوچ داده شده را مستند کرده‌است. مشخصاً متأکد گردیده‌است که کودکان کوچ داده شده برای تأمین معیشت خانواده خود مجبور به کار کردن می‌شدند و کسانی که آن‌ها را استثمار می‌کردند، دستمزد ناچیز و در حد نیاز فوری به‌آن‌ها می‌پرداختند.

## قانون کار عراق
طبق ماده ۶ فصل ۳ قانون کار عراق، حداقل سن برای استخدام ۱۵ سال است. طبق پیمان نامه حقوق کودک سال ۱۹۸۹ هر فرد زیر ۱۸ سال کودک بحساب می‌آید، که باید مورد حمایت و مراقبت‌های ضروری قرار گیرد.